# Corbești (okręg Bihor)
Corbești – wieś w Rumunii, w okręgu Bihor, w gminie Ceica. W 2011 roku liczyła 498 mieszkańców.